# 100 Mile House
100 Mile House (ou One Hundred Mile House) est une municipalité de district de la Colombie-Britannique. Elle fait partie du district régional de Cariboo.

## Démographie
| 2001  | 2006  | 2011  | 2016  |
| ----- | ----- | ----- | ----- |
| 1 739 | 1 885 | 1 886 | 1 918 |

## Personnalités liées à la municipalité
- Frances Adair Mckenzie, artiste multimédia et féministe.

## Climat
| Mois                              | jan.  | fév.  | mars  | avril | mai  | juin | jui. | août | sep. | oct. | nov.  | déc.  | année |
| --------------------------------- | ----- | ----- | ----- | ----- | ---- | ---- | ---- | ---- | ---- | ---- | ----- | ----- | ----- |
| Température minimale moyenne (°C) | −13,5 | −10,1 | −6,2  | −2,1  | 2    | 5,6  | 7,4  | 6,5  | 2,5  | −1,6 | −6,7  | −12,5 | −2,4  |
| Température maximale moyenne (°C) | −3,2  | 1,6   | 6,6   | 12    | 16,6 | 20   | 23   | 23   | 18,2 | 11,2 | 2,2   | −2,8  | 10,7  |
| Record de froid (°C)              | −44,5 | −40,5 | −37,8 | −15   | −9   | −4   | −1,5 | −6   | −10  | −32  | −40,5 | −48   |       |
| Record de chaleur (°C)            | 12    | 13,5  | 21    | 30    | 34,5 | 34,5 | 35,5 | 36   | 36   | 29   | 18,3  | 12,5  |       |
| Précipitations (mm)               | 38,1  | 23,4  | 16,6  | 23,6  | 40,9 | 56,6 | 59,7 | 45,4 | 33,8 | 29,2 | 39,2  | 46,9  | 453,3 |